# Tamás Kulifai
Tamás Kulifai, född den 4 maj 1989 i Budapest, Ungern, är en ungersk kanotist.

## Karriär
Tamás Kulifai tog OS-silver i K4 1000 meter i samband med de olympiska kanottävlingarna 2012 i London.
Vid VM i Köpenhamn 2021 tog Kulifai brons i K-2 1000 meter.